# 栗魁周
栗魁周（1525年—？），字汝元，山西澤州陽城縣人，民籍，明朝政治人物。

## 生平
嘉靖二十八年（1549年）己酉科山西鄉試第三十六名。嘉靖三十八年（1559年）己未科會試第三十一名，進士第二甲第三十九名。授户部主事，督运江西，升刑部员外郎，隆慶元年（1567年）四月升陕西按察司佥事，五年正月官至陝西右參議，六年五月以不職为巡抚都御史张瀚所論，被革职閑住。

## 佚事
《清稗类钞》記載其幼年得到陽城知縣王良臣賞識并得定親之事。

## 家族
曾祖栗春，曾任縣丞；祖父栗坤；父栗鈛。母武氏。严侍下。弟用周。